# 3424 Nušl
3424 Nušl este un asteroid din centura principală, descoperit pe 14 februarie 1982, de Ladislav Brožek.